# Länsväg 127
De Zweedse weg 127 (Zweeds: Länsväg 127) is een provinciale weg in de provincie Jönköpings län in Zweden en is circa 74 kilometer lang. De weg ligt in het zuiden van Zweden.

## Plaatsen langs de weg
- Värnamo
- Vrigstad
- Sävsjö
- Vetlanda

## Knooppunten
- Europese weg 4: Värnamo (begin)
- Riksväg 30: gezamenlijk tracé over zo'n 3 kilometer, bij Vrigstad
- Länsväg 128 bij Sävsjö
- Riksväg 31/Riksväg 47: start gezamenlijk tracé voor zo'n 3,5 kilometer, bij Vetlanda
- Riksväg 31/Riksväg 47: einde gezamenlijk tracé, en Riksväg 28, bij Vetlanda (einde)